# Piechota polska w czasach saskich

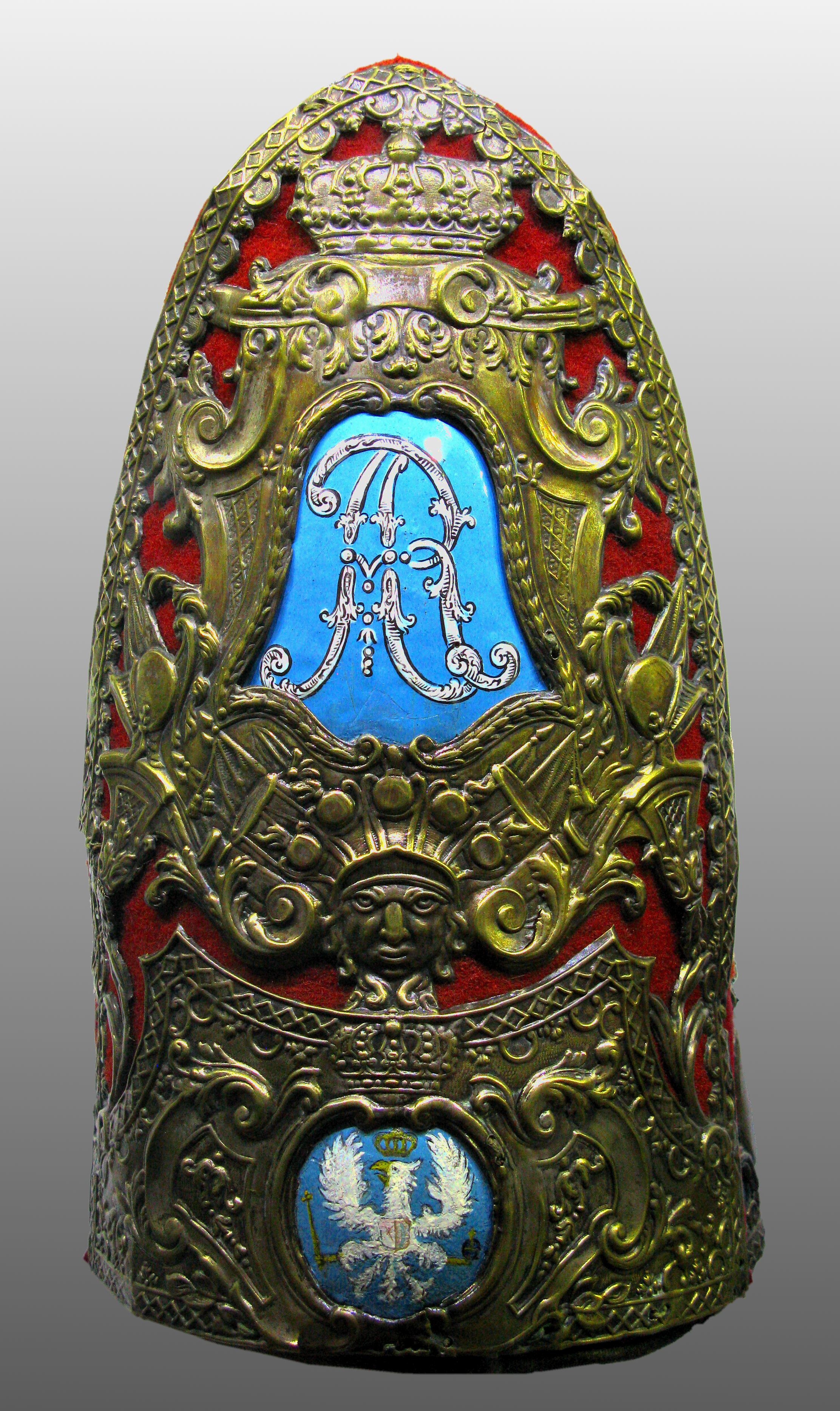
Grenadierka oficera gwardii pieszej koronnej 1697-1733

Piechota polska w czasach saskich – rodzaj wojsk armii koronnej w latach 1717–1763.

## Reformy sejmu niemego
Ustalony na sejmie 1717 roku komput wojska koronnego przewidywał zreorganizowanie piechoty i sformowanie zamiast 21 dotychczas istniejących jednostek następujących oddziałów:
- regiment gwardii pieszej koronnej – 3000 porcji
- regiment królowej – 1000 porcji
- regiment królewicza – 1000 porcji
- regiment buławy wielkiej koronnej – 900 porcji
- regiment buławy polnej koronnej – 850 porcji
- regiment artylerii koronnej – 850 porcji
- chorągiew janczarska hetmana wielkiego koronnego – 150 porcji
- chorągiew janczarska hetmana polnego koronnego – 100 porcji
- chorągiew janczarska marszałka wielkiego koronnego – 150 porcji

Jednostki te, choć znacznie większe niż za czasów króla Jana Sobieskiego, odbiegały liczebnością od współczesnych im jednostek piechoty w innych armiach. Przy zastosowaniu systemu porcji faktyczna liczebność regimentów koronnych była o wiele niższa. Jednostki piechoty, oprócz regimentu gwardii, tworzyły po jednym batalionie i składały się ze sztabu i ośmiu kompanii.
Łącznie cała piechota koronna liczyła 8000 porcji, faktycznie zaś jej stan nie wynosił więcej niż 4700 ludzi.

## Struktura organizacyjna oddziałów
Regiment składał się z ośmiu lub z sześciu kompanii. Gwardia liczyła 24 kompanie. W ośmiokompanijnym regimencie było 30 oficerów, w sześciokompanijnym 24, a w gwardii ok. 75. W 1790 roku ujednolicono regimenty i każdy z nich etatowo posiadał w sztabie i w ośmiu kompaniach po 40 oficerów (plus szefa). Kompanie rozdzielone były między dwa bataliony, z których jeden pełnił rolę pierwszorzutowego, a drugi zapasowego.

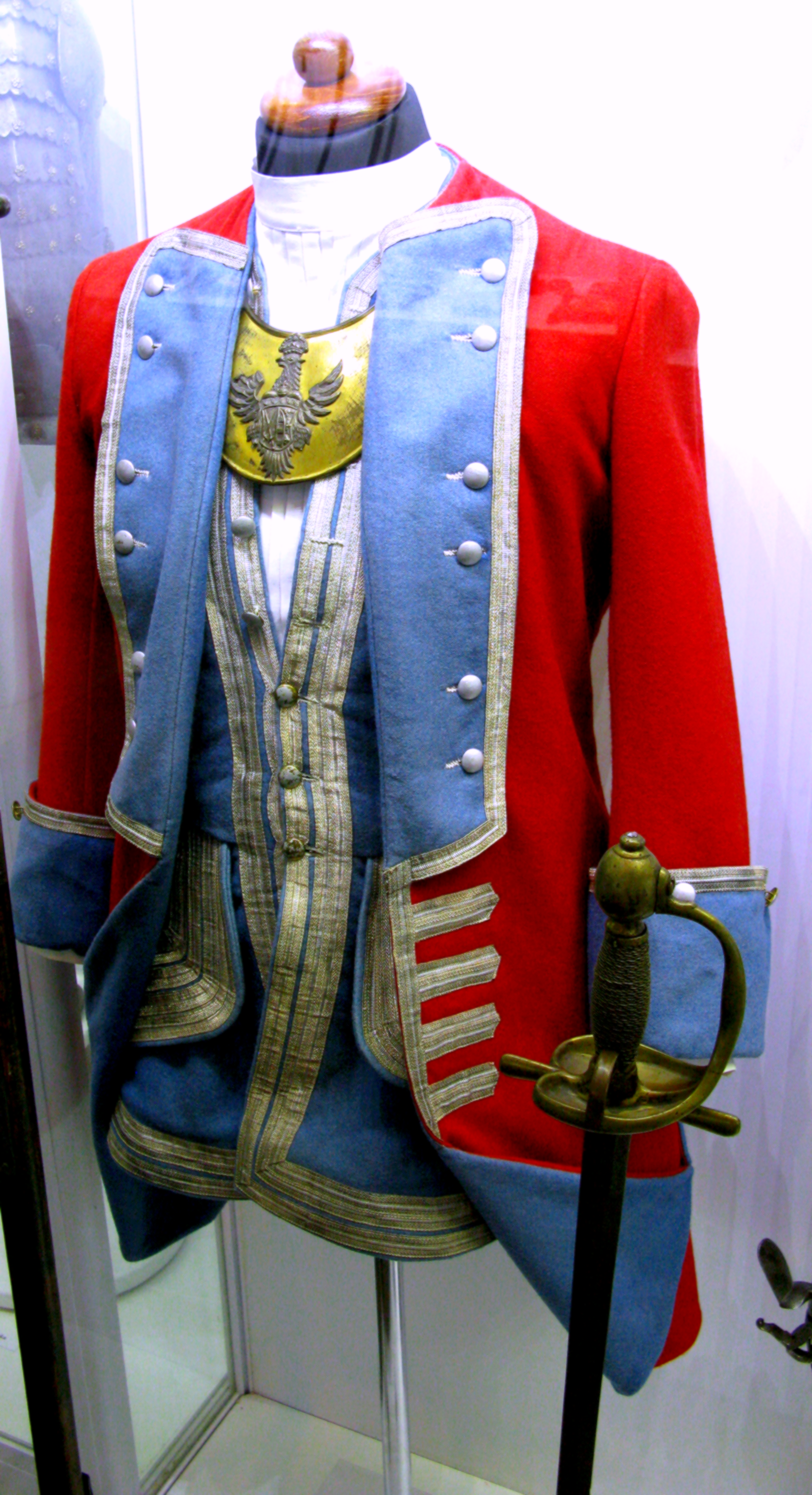
Mundur oficera gwardii pieszej koronnej z 1732 roku

Regiment Gwardii Pieszej Koronnej:
Sztab regimentu (1717 r.):
- szef regimentu – 45 porcji
- 3 pułkowników (Grzegorzewski, Rittscl i Bonafus) – 30 porcji
- 2 podpułkowników (Bardelebon i Rcinhardt) – 17,5 porcji
- 3 majorów (Dargclle, Burghardt i Hausen) – 15 porcji
- 2 kapitanów (agreges) – 10 porcji
- 1 kwatermistrz – 8 porcji
- 2 adiutantów – 5 porcji
- 1 audytor – 5 porcji
- 1 kapelan – 5 porcji
- 1 lekarz – 5 porcji
- 8 podchorążych – 1,5 porcji
- 1 oboźny – 2 porcje
- 1 regiments-dobosz – 2 porcje
- 1 regiments-fajfer (piszczek) – 2 porcje
- 1 regisnents-prefos – 2 porcje
- 1 stępka (pomocnik profosa) – 1 porcja
- 1 woźnica – 1 porcja
- 12 oboistów – 1,5 porcji

W sumie sztab regimentu liczył 43 żołnierzy
Każdy z dwu batalionów gwardii składał się z 12 kompanii.
Kompania gwardii pieszej:
- 1 kapitan – 12 porcji
- 1 kapitan-lejtnant – 6 porcji
- 1 chorąży – 4 porcje
- 2 sierżantów – 1,5 porcji
- 1 furier – 1,5 porcji
- 1 cyrulik – 2 porcje
- 1 kapitanarmus (zbrojmistrz) – 1,5 porcji
- 4 kaprali – 1,5 porcji
- 2 doboszy – 1 porcja
- 1 piszczek – 2 porcje
- 1 cieśla – 1 porcja
- 1 woźnica – 1 porcja

Razem w sztabie kompanii 17 żołnierzy – 43 porcje
Kompania składała się z 70 ludzi, a cała dwubatalionowa jednostka gwardii liczyła razem 1723 osoby, w tym 1272 szeregowych. Tak więc stan faktyczny regimentu gwardii wynosił około 58% liczebności etatowej wyrażonej w porcjach.

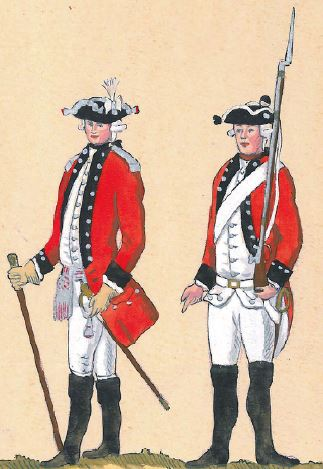
Żołnierze regimentu Królowej w 1775

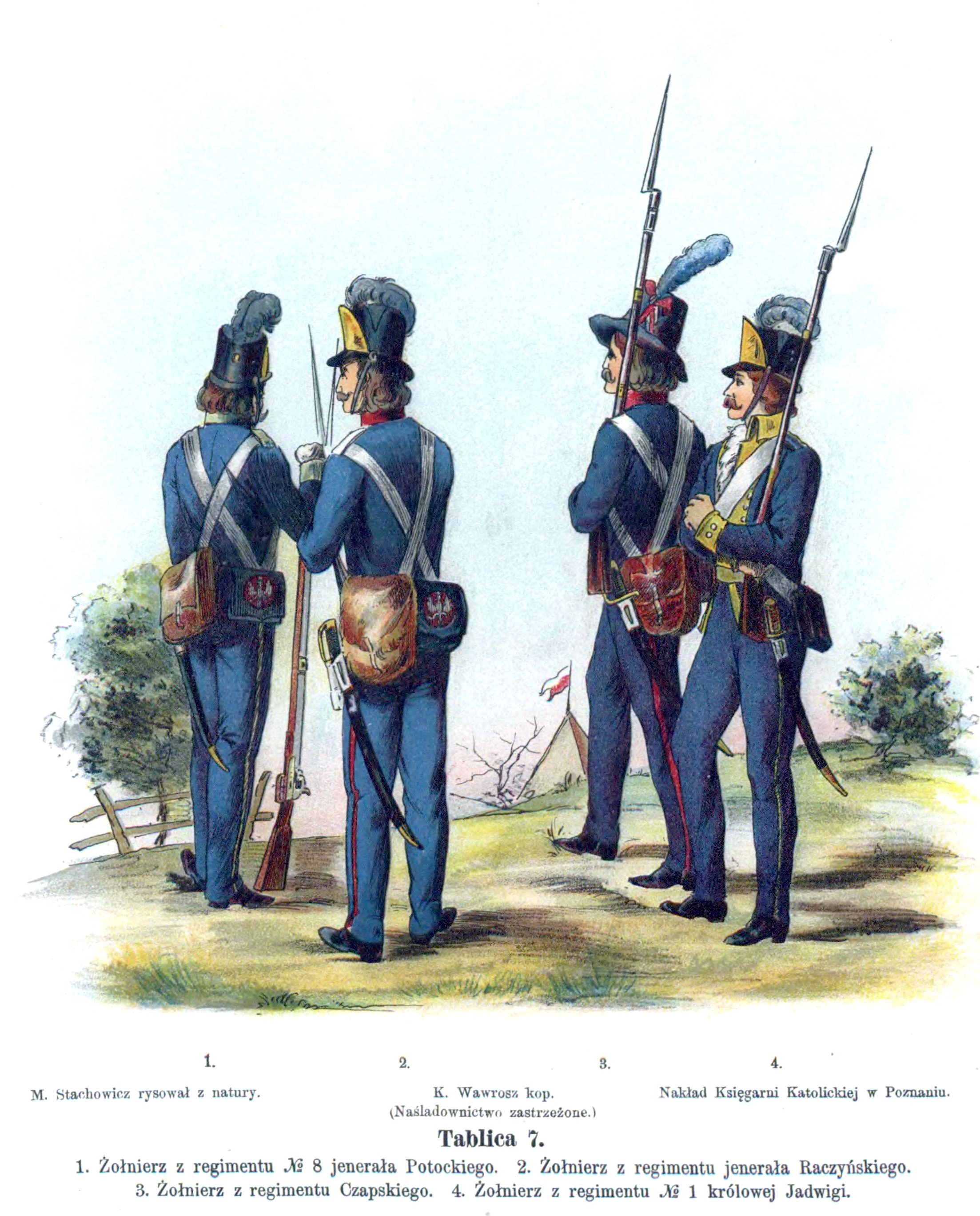
Żołnierz regimentu im. Królowej Jadwigi w 1794 (4.)

Regiment królowej(1717 r.):
- 1 szef regimentu – 30 porcji
- 1 pułkownik – 20 porcji
- 1 podpułkownik (obersterlejtnant) – 17,5 porcji
- 1 major – 15 porcji
- 2 kapitanów (agreges) – 9 porcji
- 1 kwatermistrz – 7 porcji
- 1 adiutant – 6 porcji
- 1 audytor – 6 porcji
- 1 lekarz – 5 porcji
- 1 kapelan – 4 porcje
- 4 podchorążych – 1,5 porcji
- 6 oboistów – 1,5 porcji
- 1 regimentstamber (dobosz) – 2 porcje
- 1 regimentswebel (profos) – 2 porcje
- 1 wagenmagister (dowódca taboru) – 2 porcje
- 1 stępka – 1 porcja
- 1 woźnica – 1 porcja

Razem 25 żołnierzy i 151,5 porcji
Kompanie liczyły etatowo po 110–115 porcji. Skład każdej (jak w lejbkompanii) przedstawiał się następująco:
- 1 kapitan – 12 porcji
- 1 porucznik lub kapitan-lejtnant – 8 porcji
- 1 chorąży – 4 porcje
- 2 sierżantów – 2 porcje
- 1 furrier – 1,5 porcji
- 1 felczer – 2 porcje
- 3 kaprali – 1,5 porcji
- 1 trębacz – 1 porcja
- 2 doboszy – 1 porcja
- 1 woźnica – 1 porcja
- 1 cieśla – 1 porcja
- 62 szeregowych

Razem 77 żołnierzy, a 103 porcje
Trzy kompanie janczarskie, miały sztaby złożone z kapitana, porucznika, chorążego, lekarza, profosa oraz kilku podoficerów i orkiestrantów. W sumie w 1718 roku liczyły one 240 żołnierzy w tym 210 szeregowych.
Powstałe w 1792 roku bataliony lekkiej piechoty składały się z czterech kompanii.

## Rozwój wojska w okresie późniejszym
Dyskusję nad wskrzeszeniem piechoty łanowej podjęto po raz kolejny w 1726 roku. Ostatecznie nowy regiment sformowano w 1729 roku dawnych wybrańców batorowskich. Początkowo nazywany „Gwardią Łanową”.
Chorągwie janczarskie przekształcono w chorągwie piechoty węgierskiej. Były one nadal oddziałami przybocznymi hetmanów wielkich i polnych, tak koronnych jak litewskich. Z czasem etaty chorągwi stały się takie same i w 1776 roku liczyły po 72 żołnierzy i oficerów. Etat z 1789 roku przewidywał po 73 osoby w każdej chorągwi. Stany faktyczne były zbliżone do etatowych. Jednostki te istniały do 1794 roku. Szefami zawsze byli hetmani koronni, odpowiednio: wielki i polny. Obsadę oficerską stanowili po 1777 stanowili: rotmistrz, który był dowódcą, porucznik i chorąży.

## Umundurowanie
Umundurowanie piechoty, w stosunku do poprzedniego okresu, zmieniło się całkowicie. Wycofano niebieskie mundury kroju polskiego, a strój żołnierzy upodobniono do saskiego.
Umundurowanie składało się ono z munduru wielkiego i małego. Mundur wielki kupowano w ramach regimentu, a „mundur mały” oficerowie organizowali we własnym zakresie, a dla podoficerów i szeregowych zakupywano je w ramach gospodarki regimentowej. Dostawy organizowała komisja złożona z oficera sztabowego, kapitana i podoficera z kwatermistrzem na czele.
Mundur oficerów piechoty składał się z pąsowej kurtki sukiennej z wyłogami i obszyciami różnego dla poszczególnych regimentów, białej kamizelki, białych spodni i kamaszy, czarnego kapelusza i trzewików. Guziki u mundurów oraz dystynkcje oficerskie były koloru złotego. W okresie od 1 maja do 31 października używano spodni czarnych, zakazano natomiast noszenia spodni płóciennych, które poprzednio były w użyciu.
Mundury podoficerów i szeregowych były podobne do oficerskich. Nosili oni jednak zamiast kamaszy białe wełniane pończochy. Latem podoficerowie i szeregowi używali białych spodni płóciennych wydawanych w ramach munduru małego. Części umundurowania wydawano co roku, trzewiki co osiem miesięcy. Zarówno oficerowie, jak podoficerowie i szeregowi nosili harcapy przewiązane czarną wstążką. Noszono też pasy skórzane z mosiężnymi klamrami. Mundury szyto tylko w dwu wymiarach: „dużym” i „małym”. Czerwone płaszcze sukienne wydawano tylko po dwa dla kompanii na lat sześć, a służyć miały wyłącznie wartownikom w okresie od 15 października do 30 kwietnia. Pozostali żołnierze nawet zimą chodzili tylko w mundurach. Każdy żołnierz nosił tornister i patrontasz z czerwonej skóry.

## Stopnie wojskowe w piechocie
Oficerowie regimentów pieszych dzielili się na dwie grupy: oficerów sztabu i oficerów kompanijnych. Oficerowie sztabu to: szef, pułkownik, podpułkownik, major, regimentskwatermistrz, audytor, adiutant, regimentsfelczer lub sztabschirurg.
Stanowisko szefa, związane z wielkimi poborami, było najczęściej uważane za synekurę. Zdarzało się, że niektórzy przez wiele lat nie pojawili się w regimencie. Szefom przysługiwało prawo fortragowania (przedstawiania do awansu) oficerów własnego regimentu. Rzeczywistym dowódcą regimentu był pułkownik. Regimentskwatermistrz posiadał zwykle rangę kapitana, w hierarchii niższą od kapitana sztabowego, audytor posiadał stopień kapitana lub porucznika, adiutant był zwykle w stopniu porucznika lub chorążego. Regimentsfelczer zaliczany był do sztabu, choć jego pozycja nie do końca była zdefiniowana, nie był osobą ani cywilną, ani wojskową. Etat z 1789 roku formalnie ustalił pozycję lekarza w regimencie. Jego stanowisko było bezpośrednio wyższe od kapitana sztabowego. Jeśli w regimencie był kapelan, traktowano go jako oficera sztabu.
Oficerowie kompanijni to: kapitanowie z kompaniami, kapitanowie sztabowi, porucznicy, podporucznicy, chorążowie.
Kapitanowie z kompaniami stali wyżej w hierarchii od kapitanów sztabowych. Ci ostatni byli oficerami, którzy zastępowali szefa, pułkownika lub podpułkownika w dowodzeniu ich kompaniami. Przed reformami Sejmu Czteroletniego zaliczani byli do oficerów sztabu. Podporucznicy pojawili się w 1790 roku, z wyjątkiem regimentu gwardii, gdzie istnieli od 1785 roku jako tzw. secondporucznicy i pełnili funkcję drugiego porucznika występującego tylko w gwardyjskich kompaniach grenadierów. Podobnie jak w wypadku regimentsfelczera, funkcje audytora i regimentskwatermistrza stały z boku głównego nurtu awansowego. Również majorem można było zostać ze względu na umiejętności.